# Terlizzi
Terlizzi és un municipi italià, situat a la regió de la Pulla i a la Ciutat metropolitana de Bari. L'any 2004 tenia 27.452 habitants.

## Fills il·lustres
- Giuseppe Millico (1737-1802) compositor i cantant castrat.